# Eschatoceras spinifrons
Eschatoceras spinifrons är en insektsart som först beskrevs av De Geer 1773.  Eschatoceras spinifrons ingår i släktet Eschatoceras och familjen vårtbitare. Inga underarter finns listade i Catalogue of Life.